# Rivière Kakw
Rivière Kakw är ett vattendrag i Kanada.   Det ligger i provinsen Québec, i den sydöstra delen av landet, 250 km norr om huvudstaden Ottawa. Rivière Kakw ligger vid sjön Lac Akonapwehikan.
I omgivningarna runt Rivière Kakw växer i huvudsak blandskog. Trakten runt Rivière Kakw är nära nog obefolkad, med mindre än två invånare per kvadratkilometer.